# 森本薫
森本 薫（もりもと かおる、1912年（明治45年）6月4日 - 1946年（昭和21年）10月6日）は、日本の劇作家、演出家、翻訳家。代表作として『女の一生』や『華々しき一族』などがある。

## 経歴
1912年（明治45年）、大阪府西成郡中津町下三番（現・大阪市北区）に生まれる。中津第二尋常小学校、旧制北野中学校を経て第三高等学校文科へと進んだ。三高在学中は、ノエル・カワードやサマセット・モームなどのヨーロッパ近代戯曲を読みふけて過ごし、1932年（昭和7年）には処女作となる一幕ものの戯曲『ダムにて』を発表している。三高卒業後、京都帝国大学文学部英文科に進んだ森本は、入学から時を経ずして胸部疾患のために療養生活を余儀なくされた。大学在学中は京都にあった劇団エラン・ヴィタールに参加し、作家や演出家として、当時はまた、俳優としても活動したという。
森本が田宮虎彦らと創刊した同人誌「部屋」に執筆した『一家風』が、1934年（昭和9年）に小山祐士と田中千禾夫の目に入り、雑誌「新思潮」に発表した『わが家』は岩田豊雄の演出により築地座で初演され、森本は劇作家としての地歩を固めた。また、同年執筆の『みごとな女』は岩田の感心を呼びおこし、のちに文学座第1回公演で「試演」と称して上演され、新劇界に新たな鼓動を生んだ。1935年（昭和10年）には岸田國士の薫陶を受け、『かどで』、『華々しき一族』を また、翌年には『かくて新年は』（雑誌「劇作」掲載）、『衣裳』（雑誌「文藝」掲載）などの機知に富んだ心理描写にすぐれた作品を続けて発表し脚光を浴びた。
1937年（昭和12年）、京都帝大を卒業し、翌1938年（昭和13年）には女優の吉川和歌子と結婚して上京した。この頃には新劇用の『退屈な時間』のほか、ラジオドラマの台本や映画シナリオなども手がけ、放送劇においても『薔薇』や『生れた土地』などの佳作を生んでいる。
1940年（昭和15年）に岩田に推され、文学座に参加する。日本の有事色と言論・表現の統制がますます厳しくなったことや後述の森本自身の健康問題のせいもあり短期間に終わったものの1940年代の文学座の中興に貢献したといえる多くの仕事を残した。文学座ではソーントン・ワイルダー『わが町』の翻訳（1941年初演、長岡輝子演出)、岩下俊作原作『富島松五郎伝』（脚色1942年初演）、『勤皇届出』（脚色1943年初演）、『怒涛』（作、1944年初演）、『女の一生』（作、1945年4月初演）等で新境地を開いた。
私生活では妻帯していたが文学座の同僚であった杉村との不倫関係が生じ、森本の逝去まで関係が続いたとされる。
将来を有望視されたが、戦時中に大学時代より発症していた肺結核が再発・進行し、終戦を挟み闘病も病気に勝てず1946年（昭和21年）10月6日に京都で早世した。享年34であった。墓所は京都市上京区の成願寺にある。生誕地に近い大阪市北区中津2丁目の中津公園内には、『女の一生』の一節が刻まれた森本薫文学碑が建立されている。2008年（平成20年）に森本の長男から、森本愛用の遺品や自筆原稿、書簡などの資料が大阪大学へ寄贈された。

## 『女の一生』
『女の一生』は森本の絶筆となった作品で、当時の大東亜政策を賛美するように書くことが求められた作品だったが、恋人でもあった女優の杉村春子のために書いたものとされる。初演（久保田万太郎演出）は空襲の間隙を縫うように渋谷東横映画劇場で上演された。戦後の1946年（昭和21年）に初演台本のプロローグとエピローグを病床の森本が戦後版へ改訂（文明社版）し、森本が没した翌月に再演された。初演からその後の台本改訂について井上理恵「森本薫『女の一生』論」（『近代演劇の扉をあける』所収・社会評論社）の詳細な研究がある。主役の布引けい役を演じた杉村は戦後初の日本芸術院賞を受賞した。この作品は、杉村主演で947回の上演回数を誇り、杉村死去後は平淑恵(初演版)、荘田由紀、山本郁子らを主演に擁し上演、文学座史上最多公演数を誇る文学座を代表するヒット作品となり 、森本の名を残すものともなった。文学座以外の上演としては戌井市郎の演出や補綴により劇団新派が波乃久里子主演で2009年と2011年に、ドナルカ・パッカーンが内田里美主演で2019年に(初演版)、松竹が大竹しのぶ主演で2020年、2022年に上演している。また、旧ソ連、中国でも翻訳上演されている。
1962年には大映で映画化されている（増村保造監督、京マチ子主演)。

## 主な作品
- 『一家風』一幕（1934年）
- 『わが家』一幕（1934年）
- 『みごとな女』一幕（1934年）
- 『かどで』一幕（1935年）
- 『華々しき一族』三幕（1935年）
- 『かくて新年は』三幕（1936年）
- 『衣装』一幕（1936年）
- 『退屈な時間』三幕（1937年）
- 『陳夫人』（1941年）田中澄江との共同脚色、原作・庄司総一。文学座公演。
- 『富島松五郎伝』五幕（1942年）脚色。原作・岩下俊作。文学座公演。
- 『勤皇届出』五幕（1943年）脚色。原作・丹羽文雄。文学座公演。
- 『怒濤』五幕（1944年）文学座公演。（北里柴三郎を描く）
- 『扇』一幕（1944年）新生新派公演。
- 『女の一生』五幕（1945年）文学座公演。

## 著作
- 『わが家 森本薫戯曲集』墨水社 1941
- 『生れた土地』書物展望社 1942
- 『怒濤』小山書店 1944
- 『女の一生』文明社 1946
- 『森本薫戯曲集』全3巻　世界文学社、

第1　華々しき一族　1947
第2　女の一生　1948
第3 薔薇 1948
- 『森本薫ラジオ・ドラマ選集』宝文館 1951
- 『森本薫全集』第1巻 世界文学社 1952

華々しき一族,かくて新年は,わが家,みごとな女,かどで,一家風,赦せない行為.
- 『森本薫全集』第2巻 世界文学社 1952

退屈な時間,衣裳,怒濤,女の一生,新稿女の一生-文学座上演脚本.
- 『森本薫全集』第3巻 世界文學社 1953

脚色 富島松五郎傳,ラジオ・ドラマ 薔薇,記念,生れた土地, シナリオ 花ちりぬ,むかしの歌,無題(未發表).
- 『女の一生』角川文庫 1954
- 『森本薫戯曲全集』飯沢匡等編 牧羊社 1968
- 『現代日本文学大系 83 (森本薫,木下順二,田中千禾夫,飯沢匡集)』筑摩書房 1970
- 『女の一生』戌井市郎補訂・演出 ぬ利彦出版 名作舞台シリーズ 1989